# Abrázame
Abrázame é uma canção da banda pop mexicana Camila, lançado como primeiro single do álbum Todo Cambió, em 10 de março de 2006, sendo composta pelo integrante da banda, o vocalista Mario Domm, que também produziu sozinho a faixa.

## Desempenho nas tabelas

### Paradas
| Parada (2006)                            | Posição |
| ---------------------------------------- | ------- |
| Argentina Top 100                        | 2       |
| Chile Top 100                            | 1       |
| Colômbia Top 40                          | 1       |
| Estados Unidos Billboard Latin Songs     | 30      |
| Estados Unidos Billboard Latin Pop Songs | 8       |
| México Mexican Singles Chart             | 2       |
| Peru Top 20 Ranking                      | 1       |

### Certificações
| Orgão Certificador (2006) | Certificado |
| ------------------------- | ----------- |
| México AMPROFON           | Platina     |

## Versão com Wanessa Camargo
"Me Abrace" é uma canção da banda mexicana Camila e da cantora brasileira Wanessa Camargo, sendo uma versão da própria faixa lançada pela banda anteriormente. A canção foi lançada como single em 14 de maio de 2008, estando presente na versão brasileira de Todo Cambió e também no relançamento do álbum Total.

### Antecedentes e gravação
Em 2007 a cantora brasileira Wanessa Camargo havia gravado uma versão em português, intitulada "Me Abrace", para seu quinto álbum de estúdio, Total, liberado em 21 de agosto daquele ano. Em 2008 a Sony decidiu lançar o álbum Todo Cambió no Brasil após a grande repercussão na América Latina, convidando Wanessa para gravar uma nova versão da faixa com a banda, que unisse tanto trechos em português interpretados por ela, quanto em espanhol pelos vocalistas. A banda chegou no Brasil em 6 de março para gravar a faixa e um videoclipe em estúdio com a cantora, visando lança-la como single.
A estratégia seria promover o Camila no Brasil, uma vez que o país tinha pouca abertura para músicas em espanhol, além de promover Wanessa em um dueto com um artista internacional, repercutindo positivamente em sua carreira. A canção foi lançada oficialmente em 14 de maio de 2008, estando presente na versão brasileira de Todo Cambió e também no relançamento do álbum Total.

### Promoção
Por uma questão de logística, uma vez que o Camila estava em turnê pela América Latina, Wanessa promoveu a faixa sozinha nos programas de televisão brasileiros, trazendo a banda cantando em uma gravação exibida no telão nas partes condizentes. A primeira apresentação ocorreu em 6 de abril, um mês antes do lançamento oficial, no Domingão do Faustão. A cantora ainda passou por diversos programas divulgando a faixa, incluindo O Melhor do Brasil e Tudo É Possível, da Rede Record, Circo do Edgard, do Multishow, Todo Seu, da TV Gazeta, além do Caldeirão do Huck e TV Xuxa, da Rede Globo. Os dois artistas se cantariam juntos pela primeira vez no Estação Globo, porém a apresentação teve que ser cancelado pois o vocalista da banda passou por uma cirurgia e não poderia viajar. A primeira apresentação juntos só veio a acontecer três anos depois, em 27 de agosto durante a apresentação da banda no Festival Telefônica Sonidos, em São Paulo.

### Videoclipe
O videoclipe foi gravado em 6 de março de 2008, mostrando Camila e Wanessa em estúdio no dia em que gravaram a faixa, cantando juntos e interagindo nos bastidores. O lançamento ocorreu em 25 de abril de 2008 na programação da MTV Brasil e, posteriormente, foi adicionado no canal oficial da banda no VEVO.